# ムジルリツグミ
ムジルリツグミ（学名Sialia currucoides）は、スズメ目ツグミ科ルリツグミ属に属する鳥類の一種。
アメリカ合衆国アイダホ州とネバダ州の州鳥である。

## 分布
新北区に生息する。

## 画像

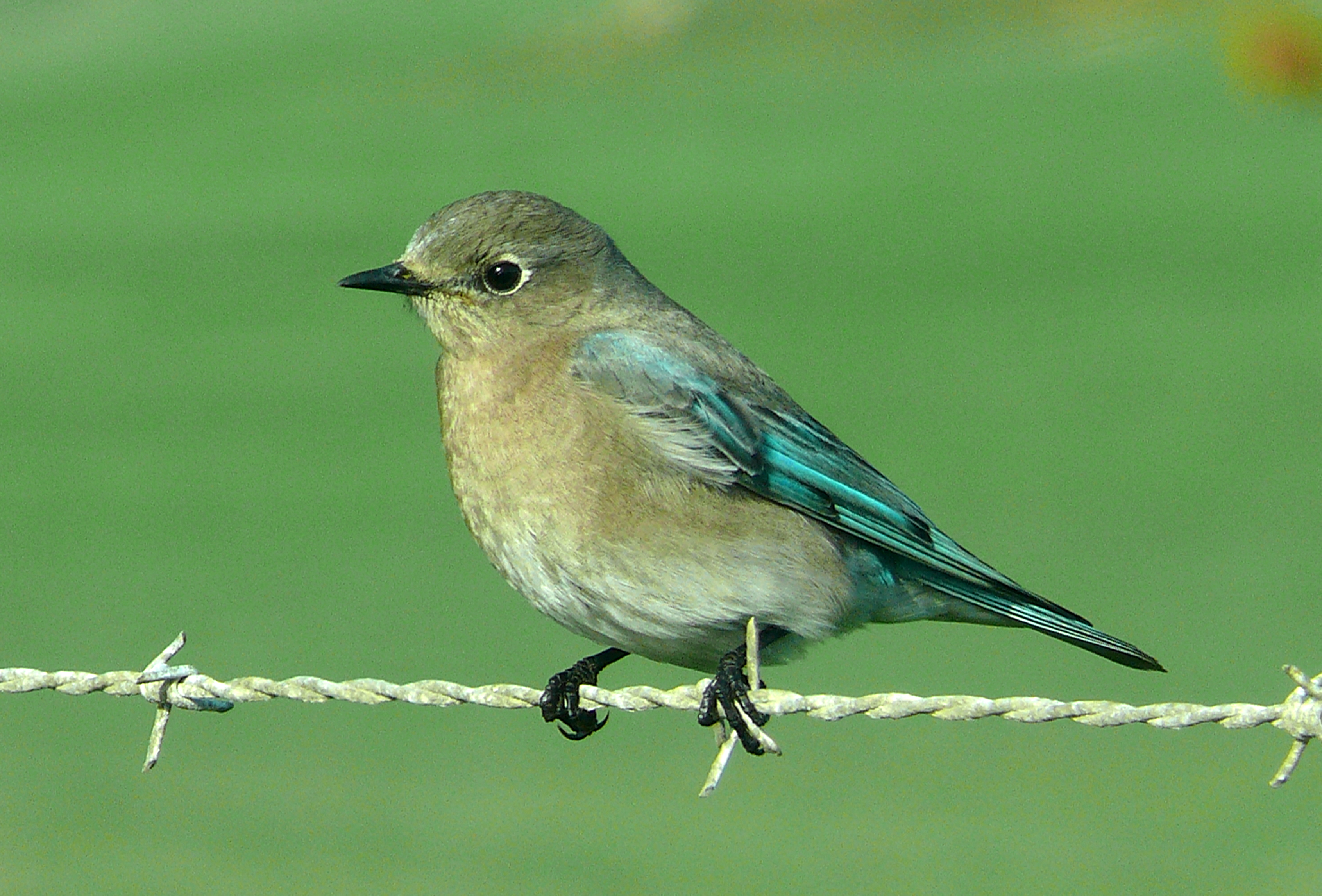
雌